# Titoli Serie E
I Titoli di Serie E erano buoni del Tesoro statunitense emessi dal governo degli Stati Uniti come «Titoli di guerra» (War Bonds) dal 1941 al 1980. Quando negli Stati Uniti si parla di "Titoli di guerra", ci si riferisce normalmente ai Titoli di Serie E.

## Caratteristiche
Quelli emessi fra il 1941 ed il mese di novembre del 1965 avevano un periodo di ammortamento di 40 anni, mentre quelli emessi fra il mese di dicembre del 1965 ed il giugno del 1980 di 30 anni. Essi vennero generalmente emessi ad un valore di 75 centesimi (cents) per ogni dollaro di valore nominale, venendo rimborsati alla pari in un numero specificato di anni che variava con il tasso di interesse. I tagli disponibili erano di $25, $50, $75, $100, $200, $500, $1 000, $5 000 e $10 000 ed erano emessi solo in forma cartacea e non erano trasferibili. Il tasso garantito minimo era del 4% composto annuo, riconosciuto semestralmente.

## Il programma dei titoli di risparmio statunitensi
Il primo moderno sistema di Titoli di Risparmio degli Stati Uniti d'America ebbe inizio nel 1935 per sostituire i Titoli del Servizio Postale degli Stati Uniti. Essi furono venduti come un investimento sicuro ed accessibile ad ognuno. I primi, la Serie A, fu seguita dalle serie B, C, D, E, EE, F, G, H, HH, ed I.
Nell'ottobre 2008 molte articoli di stampa sostennero che vi erano parecchi miliardi di titoli scaduti il cui rimborso non era stato richiesto. Il Dipartimento del Tesoro degli Stati Uniti istituì un sito web chiamato "Treasury Hunt" (Caccia al Tesoro): questo sito fornisce informazioni sui Titoli Serie E emessi a partire dal 1974.

## Scopo
Gli Stati Uniti d'America dichiararono guerra al Giappone ed alla Germania nel dicembre del 1941: questo fu il punto di partenza per un programma di difesa su larga scala piuttosto costoso. Il problema di sostenere finanziariamente le spese della seconda guerra mondiale fu molto più grande di quello relativo alla prima guerra mondiale, dato che la guerra fu più lunga e le spese molto maggiori.
Le spese di bilancio per il periodo 1941-1945 ammontarono a 317 miliardi di dollari, dei quali 281 direttamente attinenti allo sforzo bellico. Le spese salirono da 9,6 miliardi di dollari nell'anno fiscale 1940 fino ai 110 miliardi in quello del 1945. Di queste uscite circa il 45% fu coperto dalle tasse e da altre fonti, esclusi i prestiti. La differenza dovette essere coperta con la vendita di titoli. Il Dipartimento del Tesoro vendette 185.7 miliardi di dollari di titoli per finanziare la guerra ed il debito pubblico salì dai 50 miliardi di dollari del 1940 ai 260 del 1945.

## Andamento del debito pubblico americano dal 1939 al 1946
($ miliardi = Miliardi di dollari in moneta corrente)
| Anno | Entrate ($ miliardi) | Uscite ($ miliardi) | Decifit ($ miliardi) | Debito pubblico ($ miliardi) |
| ---- | -------------------- | ------------------- | -------------------- | ---------------------------- |
| 1939 | 6.6                  | 9.4                 | 2.9                  | 48.2                         |
| 1940 | 6.9                  | 9.6                 | 2.7                  | 50.7                         |
| 1941 | 9.2                  | 14.0                | 4.8                  | 57.5                         |
| 1942 | 15.1                 | 34.5                | 19.4                 | 79.2                         |
| 1943 | 25.1                 | 78.9                | 53.8                 | 142.6                        |
| 1944 | 47.8                 | 94.0                | 46.2                 | 204.1                        |
| 1945 | 50.2                 | 95.2                | 45.0                 | 260.1                        |
| 1946 | 43.5                 | 61.7                | 18.2                 | 271.0                        |

## Titoli di guerra

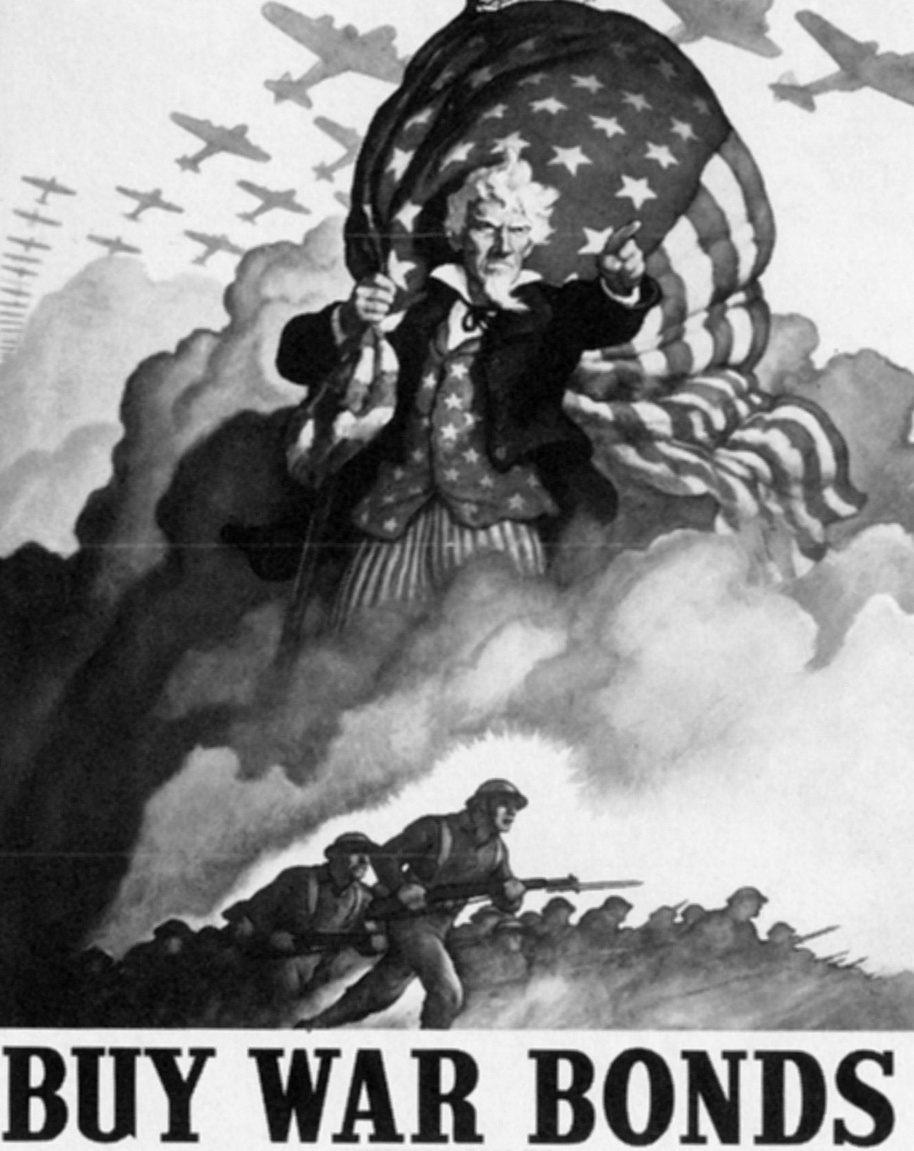
Poster americano di propaganda dal 1942 in favore dei Titoli di guerra americani

Il primo titolo della serie degli E Bonds fu venduto al Presidente Franklin D. Roosevelt dal Segretario al tesoro degli Stati Uniti Henry Morgenthau Jr. il 1º maggio 1941. Questi furono inizialmente denominati defense bonds (Titoli per la difesa) e successivamente war bonds (Titoli di guerra).
Nel corso della seconda guerra mondiale fu mutata parzialmente la tecnica di piazzamento dei titoli presso il pubblico, utilizzando la possibilità di pagamenti mediante deduzione diretta degli importi dagli stipendi. Furono raccolti durante le campagne di collocamento dei titoli 185.7 miliardi di dollari da 85 milioni di americani, più di quanto raccolto da qualunque altro paese durante la guerra. Le quattro campagne di collocamento, i loro obiettivi e i singoli ammontari furono:
- Il primo collocamento del prestito ebbe inizio il 30 novembre 1942 e terminò il 23 dicembre del medesimo anno. L'obiettivo iniziale era quello di raccogliere 9 miliardi di dollari e furono sottoscritti titoli per un ammontare di 13 miliardi, di cui solo 1,6 collocati presso persone fisiche, mentre la parte di gran lunga prevalente vide come sottoscrittori grandi società di capitali e banche commerciali;
- Il secondo collocamento del prestito ebbe inizio il 12 aprile 1943 e terminò il 1º maggio dello stesso anno. L'obiettivo iniziale era quello di raccogliere 13 miliardi di dollari e furono sottoscritti titoli per un ammontare di 18 miliardi. La raccolta presso il pubblico dei risparmiatori raddoppiò rispetto al primo collocamento, grazie anche alla massiccia campagna pubblicitaria su giornali e riviste, costata al Tesoro americano oltre 4,5 milioni di dollari;
- Il terzo collocamento del prestito ebbe inizio il 9 settembre del 1943 e terminò il 1º ottobre dello stesso anno. L'obiettivo iniziale era quello di raccogliere 15 miliardi di dollari, il che implicava un acquisto di 100 $ di titoli ciascuno per almeno 150 milioni di cittadini americani. Il presidente statunitense Franklin D. Roosevelt si rivolse alla nazione via radio con le sue solite cosiddette chiacchierate al caminetto per invitare gli americani a sottoscrivere i titoli (nel corso della stessa trasmissione egli annunciò il raggiunto armistizio con l'Italia).[6] La campagna di collocamento costò 24 milioni di dollari in pubblicità e raccolse 19 miliardi di dollari di sottoscrizione dei titoli;

- Il quarto collocamento del prestito ebbe inizio l'8 gennaio del 1944 e terminò il 15 febbraio dello stesso anno. L'obiettivo iniziale era quello di raccogliere 15 miliardi di dollari. La propaganda per il collocamento fu indirizzata prevalentemente agli agricoltori ed alle donne, furono spesi quasi 25 milioni di dollari in pubblicità e quasi sei milioni di americani prestarono la loro opera gratuitamente come venditori dei titoli. Il collocamento si chiuse con la sottoscrizione di 16,7 miliardi di dollari con circa 70 milioni di singoli tagli di titoli piazzati.

## Dopoguerra
Sebbene la Serie E di titoli del Tesoro americano sia normalmente associata ai collocamenti per finanziare la partecipazione alla seconda guerra mondiale, i relativi titoli continuarono ad essere collocati fino al giugno del 1980, dopo di che ne prese il posto la Serie EE. Una versione speciale dei titoli di questa serie, conosciuta come Patriot Bond, è una specie di Titoli di guerra del dopo-attacchi dell'11 settembre, ma essi non hanno avuto presso i potenziali sottoscrittori l'ampia accoglienza di quelli della Serie E emessi durante la seconda guerra mondiale.